# Stade Ahmed Bsiri
Het Stade Ahmed Bsiri is een multifunctioneel stadion in Bizerte, Tunesië. In het stadion kunnen 8.000 toeschouwers. Het wordt vooral gebruikt voor voetbalwedstrijden. De voetbalclub Club Athlétique Bizertin, die uitkomt in de Nationale A van Tunesië speelde in dit stadion zijn thuiswedstrijden. Toen er een nieuw stadion werd geopend in 1985 (15 Oktober Stadion) verhuisden zij daar naar toe. 
In 1965 werd dit stadion gebruikt voor een wedstrijd op Afrika Cup van 1965
| № | Datum            | Wedstrijd         | Uitslag | Afrika Cup |
| - | ---------------- | ----------------- | ------- | ---------- |
| 1 | 12 november 1965 | Ghana – Ivoorkust | 4 – 1   | Groep B    |